# هربرت بوتنام
هربرت بوتنام (بالإنجليزية: Herbert Putnam)‏ هو منافس ألعاب قوى أمريكي، ولد في 7 مايو 1890 في فريدونا في الولايات المتحدة، وتوفي في 12 يناير 1967.

## وصلات خارجية
- هربرت بوتنام على موقع أوليمبيديا (الإنجليزية)